# Antica stazione di Metz
L'antica stazione di Metz (in lingua francese: ancienne gare de Metz) è stata la principale stazione ferroviaria di Metz, in Francia, dalla sua costruzione nel 1850 fino alla sua dismissione nel 1908. Sorge in place du Roi-George, nel quartiere della Nouvelle Ville.
Costruita dalle autorità francesi nel 1850, la stazione venne distrutta da una incendio nel 1872 e quindi ricostruita nel 1878 dalle autorità tedesche ai tempi dell'annessione di Metz all'Impero germanico. La stazione smise di essere utilizzata lo stesso giorno dell'inaugurazione della nuova stazione di Metz nel 1908.
Oggi l'edificio viaggiatori dell'antica stazione, restaurato, ospita vari uffici: in particolare, dopo aver ospitato la direzione regionale della Società Nazionale delle Ferrovie Francesi, dal 2021 ospita un centro di statistica dell'INSEE.

## Storia

### La stazione francese

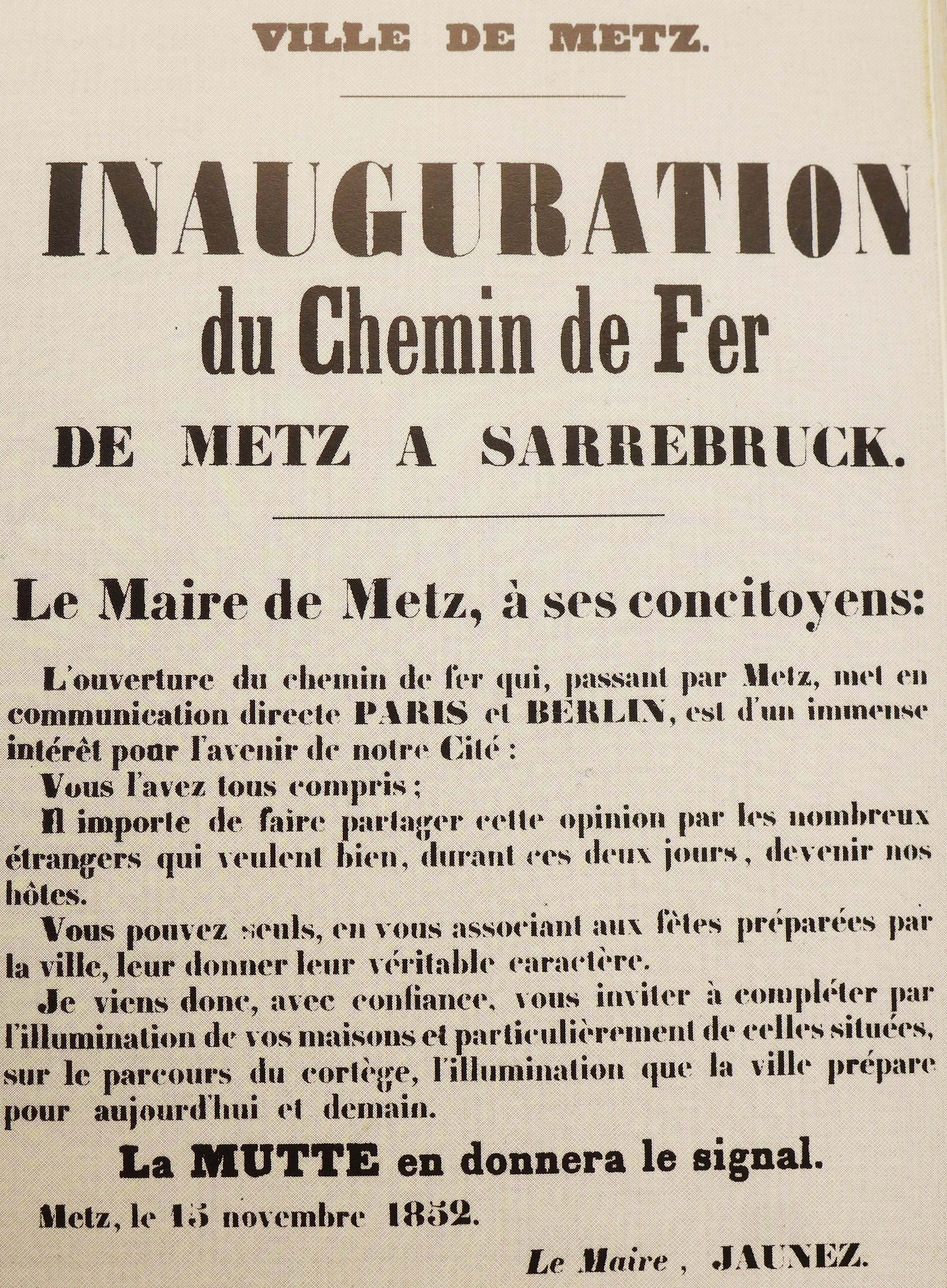
Manifesto per l'inaugurazione nel 1852 della tratta ferroviaria Metz-Sarrebruck

Nel luglio 1849 le autorità francesi decisero di creare una stazione ferroviaria a Metz. Tuttavia, un problema si verificò quando il comando militare della città rifiutò di autorizzare la creazione di un passaggio attraverso le mura cittadine. Per ovviare al problema fu quindi deciso di costruire la stazione al di fuori dei bastioni di difesa, ad est della cittadella fortificata di Metz: la struttura, dotata di un unico binario verso Nancy, non possedeva alcun fabbricato viaggiatori, ma consisteva in un semplice imbarcadero cui si aggiungeva un edificio in legno per ospitare l'unico dipendente della stazione.
L'anno successivo, con l'incremento del traffico viaggiatori, la stazione venne ulteriormente ampliata con la creazione di un secondo binario, l'aggiunta di un fabbricato viaggiatori in legno e la realizzazione di alcuni magazzini, anch'essi in legno: la caratteristica principale della struttura, costruita sullo spalto militare, era quella di poter essere rapidamente smantellata nel caso in cui si fossero verificate esigenze di tipo bellico. Nel 1852, vista la mancanza di un accesso diretto alla città dalla stazione, fu ricostruita la Porta Serpenoise, antica porta di ingresso della città che era stata distrutta durante l'assedio di Metz del 1552. Per questa ragione la stazione venne ribattezzata Stazione della Porta Serpenoise.
Tra il 1853 ed il 1858 la stazione ferroviaria si sviluppò ancora, con la sostituzione della struttura in legno con una in mattoni e la creazione di altri due binari. La stazione divenne quindi parte della linea Parigi-Verdun.

### La nuova stazione tedesca
Nel 1872, due anni dopo l'annessione di Metz all'Impero tedesco a seguito della guerra franco-prussiana, la stazione della Porta Serpenoise rimase distrutta da un incendio. L'evento divenne l'occasione per ricostruire la stazione, conferendole un aspetto più "tedesco", in ossequio al processo di germanizzazione di Metz sostenuto dall'imperatore Guglielmo I di Germania e poi, in maniera più netta, dal nipote Guglielmo II.
La nuova stazione, più grande e più spaziosa, fu dunque realizzata dall'architetto Johann Eduard Jacobsthal nel 1878. Il nuovo edificio, dotato di 4 binari con banchina, fu costruito in una variante dello stile neoclassico molto diffusa all'epoca in Germania e conosciuta come Rundbogenstil. Come materiale venne invece usata la pietra di Jaumont, nota per il suo caratteristico colore giallo e già usata in molti altri edifici di Metz.
La nuova stazione prese servizio il 17 giugno 1878 e rimase attiva fino al 17 agosto 1908, data in cui fu messa in funzione la nuova stazione di Metz. La scelta di creare una nuova stazione rispose alla volontà di Guglielmo II di dotare la città di una stazione più efficiente, in grado di soddisfare anche le necessità di spostamento rapido delle truppe, essendo Metz una roccaforte militare fondamentale. L'antica stazione, nonostante fosse di recente costruzione, mal si prestava ad ulteriori lavori di ampliamento e si trovava in posizione meno favorevole, inducendo per questo le autorità ad optare per una nuova stazione.

### Dopo la dismissione
Nel XX secolo, dopo aver smesso di servire come stazione ferroviaria, l'antica stazione di Metz fu destinata ad altri usi e subì numerose variazioni: col ritorno di Metz alla Francia dopo la prima guerra mondiale, i simboli del potere tedesco furono cancellati dalla città e così le aquile imperiali scolpite sulla facciata della stazione furono distrutte.
Negli anni '50 fu aggiunto alla struttura un ulteriore piano e l'edificio venne usato per ospitare vari uffici: la direzione regionale della Società Nazionale delle Ferrovie Francesi fino al 2014 e un centro di statistica dell'INSEE dal 2021.